# Tarjei Bø
Tarjei Bø (n. 29 iulie 1988, Comuna Stryn, Sogn og Fjordane, Norvegia) este un biatlonist norvegian, medaliat olimpic. A participat la 4 ediții ale Jocurilor Olimpice (2010, 2014, 2018, 2022) în care a câștigat 3 medalii de aur, 2 medalii de argint și o medalie de bronz.